# Stanisław Dobiasz

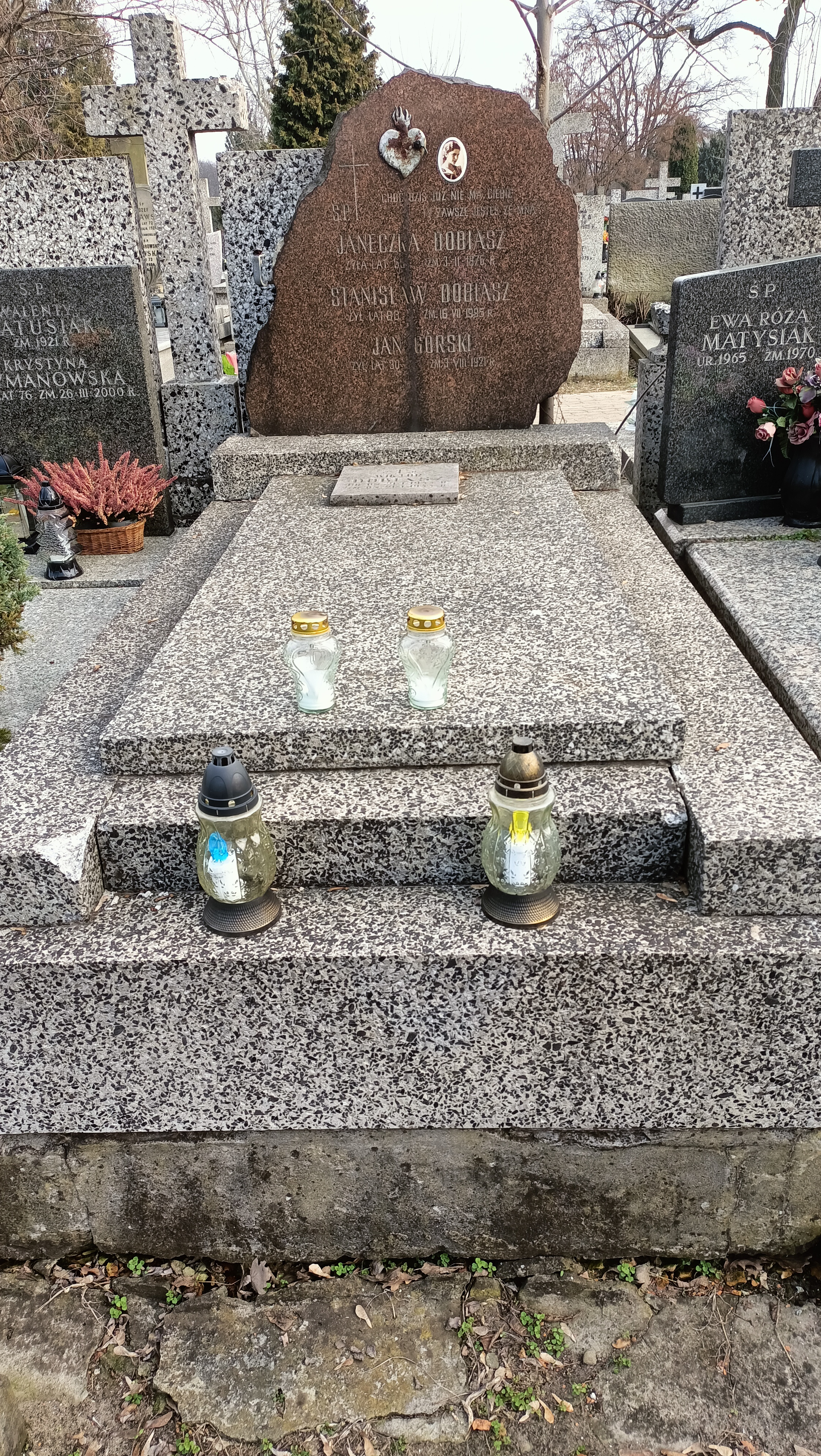
Grób Stanisława Dobiasza na cmentarzu Bródnowskim w Warszawie

Stanisław Dobiasz (ur. 29 kwietnia 1912 w Głuchowie, zm. 16 lipca 1995 w Warszawie) – polski malarz, pamiętnikarz.
Urodził się w rodzinie robotniczej. We wczesnym dzieciństwie przeniósł się wraz z rodzicami do Warszawy i związał się z tym miastem na zawsze. Dzieciństwo i młodość spędził na Powiślu, zdobywając między chłopcami z ferajny doświadczenie życiowe, a wśród warszawskich rzemieślników przyszły zawód ślusarza. W czasie II wojny światowej walczył w szeregach Wojska Polskiego. Po wojnie przystąpił do odbudowy stolicy, wykonując wiele skomplikowanych prac, m.in. przy pomnikach warszawskich, Starym Mieście i Belwederze.
Stanisław Dobiasz przez wielu lat zajmował się amatorsko malarstwem, rzeźbą i metaloplastyką. Miał organizowane wystawy w Polsce i poza granicami kraju, ponadto wydał dwa pamiętniki – "Chłopcy z ferajny Godlaka" i "Zostało nas czterech z ferajny" oraz powieści – "Nienawidzę Seneki" i "Po wojnie pod kolumną Zygmunta". Bohater filmu dokumentalnego Siedem twarzy ślusarza Dobiasza z 1984. Pochowany na cmentarzu Bródnowskim (kwatera 80D-2-18).

## Publikacje
- Po wojnie pod kolumną Zygmunta
- Zostało nas czterech z ferajny
- Salto mortale
- Gorhom, czyli goryl profesora Belmondo
- Nienawidzę Seneki

## Malarstwo
- Ewo! Nie bierz!
- Pojedynek
- Wesele na Gnojnej u Jóska